# Códice Martínez Compañón

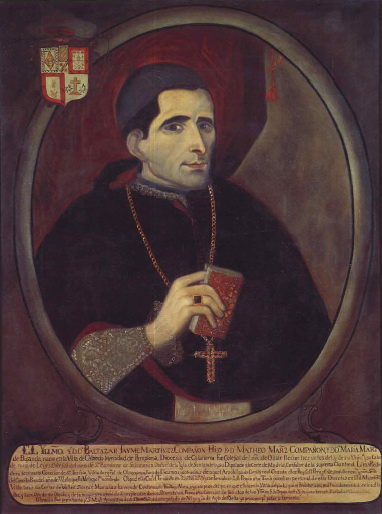
El obispo de Trujillo, en Perú, Baltasar Jaime Martínez de Compañón y Bujanda.

El códice Martínez-Compañón o códice Trujillo del Perú (1782–1785), es una obra gráfica editada por Baltasar Jaime Martínez de Compañón, obispo de Trujillo (Perú), integrado por 1411 acuarelas y 20 partituras musicales distribuidas en nueve tomos que documentan la vida en su diócesis, la cual abarcaba los actuales departamentos de Amazonas, Cajamarca, La Libertad, Lambayeque, Loreto, Piura y San Martín. Esta obra fue enviada a Carlos IV, quien la incluyó en la Biblioteca Real en 1803.
Contiene el Plan de 43 voces, una lista léxica muy importante para la lingüística histórica andina. Los ejemplos musicales en el texto del obispo probablemente fueron escritos por Pedro José Solís, maestro de capilla de la Catedral de Trujillo de 1781 a 1823.
En la actualidad, el Códice se encuentra repartido entre la Biblioteca del Palacio Real de Madrid y, desde 2020, en el Museo de América de la misma ciudad.

## Las 1411 ilustraciones
Las ilustraciones de acuarela contienen cuadros de la vida de los indios, ropa, aduana y también una historia natural extensa de la región.

## Música recopilada
Las piezas recopiladas en el códice son:
1. Allegro Cachua a Dúo y a quatro, con voces y Bajo al Nacimiento de Christo Nuestro Señor.
2. Allegro Cachua a voz y Bajo Al Nacimiento de Christo Nuestro Señor.
3. Allegro tonada El Congo a voz y Bajo para baylar Cantando.
4. Tonada: La Brugita, de Guamachuco - i.e. Huamachuco, sitio de misiones agustinianas.
5. Tonada: El Tuppamaro de Caxamarca.
6. Tonada del Chimo - i.e. de la Cultura chimú, la única canción que ha llegado a nuestros días en el extinto idioma mochica.
7. Baile: Baile del Chimo. Folio 179 (instrumental).
8. Tonada: El diamante, de Chachapoias. Folio 187.
9. Tonada: La Lata - "el perro".
10. Tonada: La Selosa, del pueblo de Lambayeque - "la mujer celosa".
11. Tonada: El Conejo.
12. Tonada: El Huicho, de Chachapoyas.
13. Baile: Bayle de danzantes con pífano y tamboril. (Instrumental).
14. Tonada: La Donosa.
15. Cachuyta de la montaña: "El Vuen Querer" - montaña indica las tierras bajas al este de las montañas.
16. Cachua un dúo y un quatro: Al Nacimiento de Christo Nuestro Señor.
17. Lanchas para baylar. Folio 186 - instrumental; el término "lancha" indica un baile para fídula y continuo, en un rápido compás de 3/4; es casi única en el Códice.
18. Tonada: El Tupamaro de Caxamarca.
19. Tonadilla: El Palomo, del pueblo de Lambayeque.
20. Cachua serranita: El Huicho Nuebo, un Nuestra Señora del Carmen, de la ciudad de Trujillo.
21. Cachua: La Despedida, de Guamachuco.